# Ерроусік (Мен)
Ерроусік (англ. Arrowsic) — місто (англ. town) в США, в окрузі Саґадагок штату Мен. Населення — 477 осіб (2020).

## Демографія
Згідно з переписом 2010 року, у місті мешкало 427 осіб у 204 домогосподарствах у складі 127 родин. Було 251 помешкання
Расовий склад населення:
| - 98,6 % — білих - 0,7 % — корінних американців - 0,5 % — азіатів |

До двох чи більше рас належало 0,2 %. Частка іспаномовних становила 0,0 % від усіх жителів.
За віковим діапазоном населення розподілялося таким чином: 11,7 % — особи молодші 18 років, 64,6 % — особи у віці 18—64 років, 23,7 % — особи у віці 65 років та старші. Медіана віку мешканця становила 55,0 року. На 100 осіб жіночої статі у місті припадало 96,8 чоловіків;  на 100 жінок у віці від 18 років та старших — 93,3 чоловіків також старших 18 років.
Середній дохід на одне домашнє господарство  становив 109 729 доларів США (медіана — 87 794), а середній дохід на одну сім'ю — 117 840 доларів (медіана — 97 250). Медіана доходів становила 68 750 доларів для чоловіків та 55 417 доларів для жінок. За межею бідності перебувало 5,8 % осіб, у тому числі 3,3 % дітей у віці до 18 років та 3,8 % осіб у віці 65 років та старших.
Цивільне працевлаштоване населення становило 217 осіб. Основні галузі зайнятості: освіта, охорона здоров'я та соціальна допомога — 25,3 %, виробництво — 17,1 %, мистецтво, розваги та відпочинок — 14,3 %, роздрібна торгівля — 13,8 %.